# Sybrand Hingst
Sybrand Hingst (Harlingen, 28 oktober 1824 – 's-Gravenhage, 18 oktober 1906) was een Nederlands politicus.
Hingst was een doopsgezind liberaal Tweede Kamerlid uit Harlingen, dat twintig jaar het district Leeuwarden vertegenwoordigde. Hij was een azijnfabrikant, die in 1859 wethouder en in 1864 burgemeester van Harlingen werd. Hij kwam na de ontbinding van 1866 in de Tweede Kamer en sprak daar veelal over Friese aangelegenheden. Hij sloot zich aan bij de Kappeynianen.
- Biografisch Portaal: 05317755
- Digitale Bibliotheek voor de Nederlandse Letteren: hing003
- Parlement.com: vg09ll1pfhsx